# Jozef Kumlik
Jozef Kumlik (10. srpna 1801 Vídeň – 25. května 1869 Bratislava) byl slovenský varhaník, dirigent a hudební skladatel.

## Život
Hudební základy získal od svého otce, který byl v Bratislavě učitelem hudby a od regenschoriho bratislavské katedrála svatého Martina Jacoba Kunnerta. Zpíval v divadelním chlapeckém sboru. Hudební teorii a skladbu studoval u Heinricha Kleina a Šimona Sechtera ve Vídni. Stal se zástupcem a od roku 1832 i nástupcem profesora hudby a varhaníka katedrály svatého Štěpána Heinricha Kleina. V roce 1833 byl zvolen dirigentem bratislavské hudební společnosti Kirchenmusikverrein. Pod jeho řízením byla v Bratislavě prováděna největší klasická díla včetně Missy solemnis Ludwiga van Beethovena nebo Haydnových Sedmi posledních slov Spasitele na kříži.
Zemřel v Bratislavě 25. května 1869 a je pohřben na Ondřejském hřbitově.

## Dílo
Komponoval převážně chrámovou hudbu, která byla uváděna ještě ve 20. století. Mimo jiné složil:
- Mše D-dur
- Vokální mše F-dur
- Te Deum
- Tantum ergo
- Veni sancte spiritus
- Litanie
- Salve Regina